# Град на истината
Град на истината е гражданско неподчинение от 1990 г., отначало седяща стачка, а след това палатков лагер, разположен на площад Александър I в София (тогава „9 септември“) между сградата на президентството и Археологическия музей. Започва като седяща стачка и митинг на 4 юли с искане за оставка на Петър Младенов и публичен съд за Тодор Живков. Развален е в нощта на 26 срещу 27 август след опожаряването на Партийния дом.
Наброява между 150 и 300 постоянни обитатели, сред които писатели, артисти, преподаватели във ВУЗ и научни работници, но привечер и на митинги се стичат много хора. Градът на истината, в който има кмет, общинска управа и храм се асоциира със СДС и не трябва да се бърка с групата „Инициатива за гражданско неподчинение“, чиито палатки са разположени в съседство.
Градове на истината се появяват и в Пазарджик, Пловдив, Плевен, Петрич, Благоевград, Варна, Бургас, Шумен, Враца и Русе.